# Myotis izecksohni
Myotis izecksohni — вид роду Нічниця (Myotis).

## Морфологія
Кажан маленького розміру з довжиною передпліччя між 34 і 38,3 мм і довжиною вух між 8,7 і 13,2 мм.
Шерсть довга й шовковиста. Спинна частина варіюватися від коричневого до темно-коричневого, з основою волосся темнішою, а черевна частина схожа на спинну, але зі світлішими кінчиками волосся. Вуха нормального розміру. Крилові мембрани коричневі або чорні й находять на задню частину основи пальців, які є невеликими. Довгий хвіст повністю включені у велику хвостову мембрану.

## Поширення
Цей вид поширений в гірських районах бразильських штатах Ріо-де-Жанейро, Мінас-Жерайс і Парана в північно-східній провінції Аргентини Місьйонес. Живе увторинному лісі між 760 і 1000 метрів над рівнем моря.

## Звички
Харчується комахами. Ховається в печерах і покинутих будівлях.